# 巴尔扎戈
巴尔扎戈（義大利語：Barzago），是意大利莱科省的一个市镇。总面积3.59平方公里，人口2550人，人口密度710.3人/平方公里（2009年）。国家统计（ISTAT）代码为097005。
巴尔扎戈与巴尔扎诺、布尔恰戈、布里安扎堡、克雷梅拉、多尔扎戈、加尔巴尼亚泰莫纳斯泰罗、锡罗内和锡尔托里接壤。